# Uromys neobritanicus
Uromys neobritanicus es una especie de roedor de la familia Muridae.
Es endémicq de  la isla de Nueva Bretaña, Papúa Nueva Guinea.